# Nyílt proxy
A nyílt proxy egy olyan proxyszerver, amihez bármelyik internet felhasználó hozzáférhet.

## Előnyei
A nyitott proxy-k lehetővé teszik a felhasználóknak, hogy elrejtsék az IP-címüket (és megőrizzék az anonimitásukat), amíg böngésznek vagy egyéb internetes szolgáltatásokat használnak. Számos weboldal folyamatosan frissíti a nyílt proxy-k listáját.

## Hátrányai
Megtörténhet, hogy a felhasználó tudta nélkül a felhasználó számítógépe nyitott proxy-ként üzemel. Ezt helytelen proxy beállítások vagy erre a célból létrejövő vírusok okozhatják, ha ezt rosszindulatú programok okozzák, ezeket hívják zombi gépeknek.
A hackerek gyakran használnak nyílt proxykat, hogy betörjenek más számítógépes hálózatokba.
További hátrány lehet az, hogy néhány nyitott proxy sebessége nagyon lassú.

## Fordítás
1. ↑  Accidental spamming, zombies and spoofing (angol nyelven) (HTML). acma. [2013. április 10-i dátummal az eredetiből archiválva]. (Hozzáférés: 2016. július 19.)